# 미국-중국 무역 전쟁

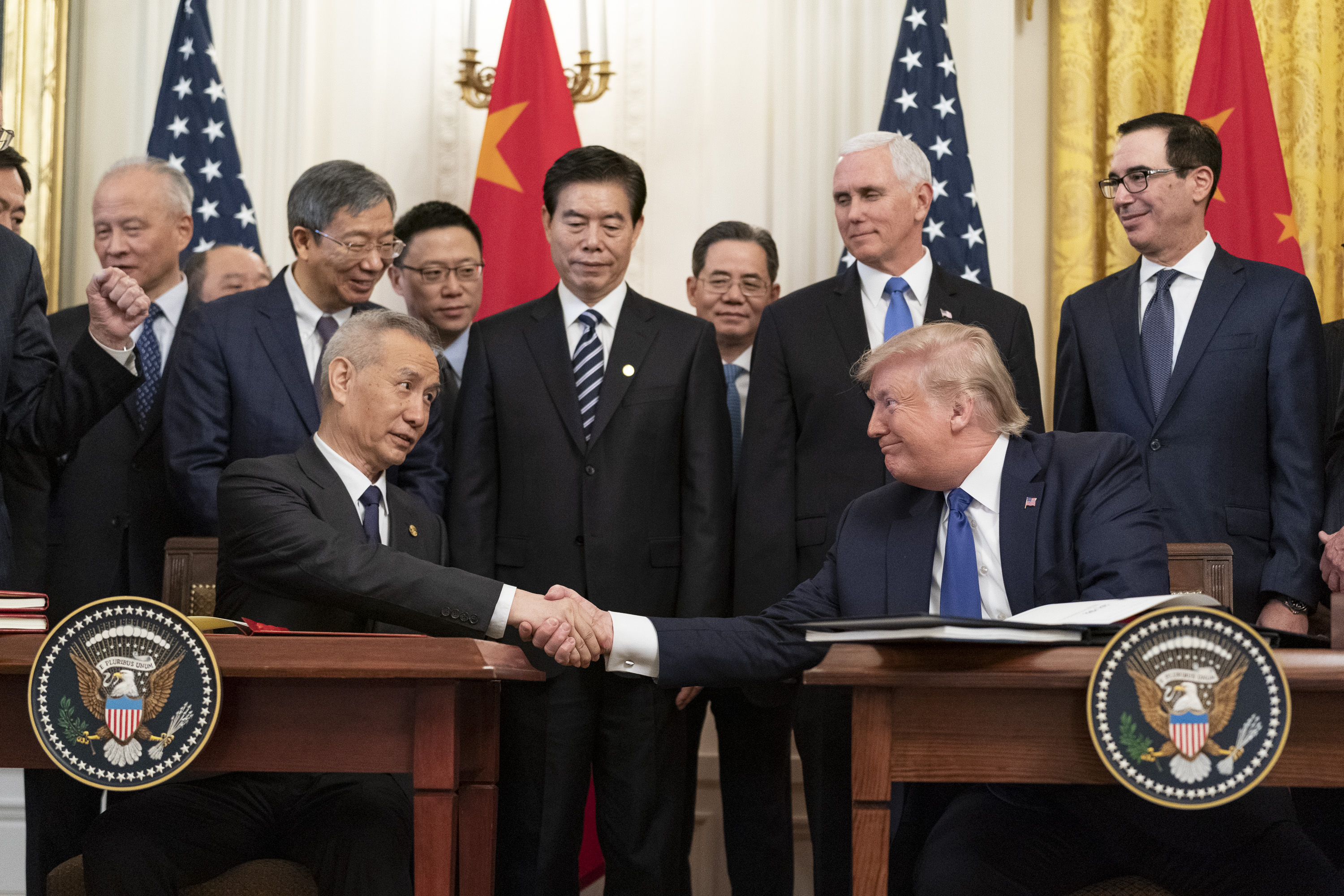
도널드 트럼프 대통령과 류허 부총리가 2020년 1월 '1단계 무역협정'에 서명했다.

미국-중국 무역 전쟁(美國-中國 貿易戰爭, 영어: United States-China trade war
, 중국어: 中美贸易战/中美貿易戰 Zhōng-Měi Màoyìzhàn[*])은 2018년 1월부터 지금까지 진행 중인 미국과 중화인민공화국의 무역 전쟁이다. 이 전쟁은 2018년 1월 미국 대통령 도널드 트럼프가 미국이 중국의 저작권 침해 및 불공정 무역이 지속되었다고 주장하며 이러한 무역 상태를 바꾸기 위해 중국에 관세와 다른 무역 장벽을 부과하기 시작한 것이 발단이었다. 트럼프 1기 행정부는 이러한 관세 조치가 미국과 중국의 무역수지에 영향을 줄 것과 미국 기술의 중국 유출에 기여할 수 있을지도 모른다고 판단했다. 중국공산당 중앙위원회 총서기 시진핑은 트럼프 행정부의 관세 조치가 경제민족주의와 보호주의에 따른 조치라고 비판하며 보복 조치에 나섰다. 2019년 양측의 무역 전쟁은 격화되었지만 2020년 1월 양측은 1단계 협정에 도달했다. 트럼프 1기 행정부 말기 여러 경제학자들은 해당 무역 전쟁이 미국의 전략적 실패라고 분석했다.
바이든 행정부 역시 트럼프 행정부의 대중(對中) 관세 기조를 이어갔으며, 전기차나 태양 전지판 같은 중국산 제품에 추가적으로 관세를 매겼다. 2024년 도널드 트럼프는 대선 공약으로 중국산 제품에 관세 60%를 부과할 것이라고 이야기했다.
2025년 트럼프 대통령이 재선에 성공한 이후 양측의 무역 전쟁은 다시 격화되었다. 2025년 3월부터 4월까지 미국 정부는 단계적으로 대중 관세를 높여 4월 14일 기준 총 145%의 관세를 중국산 제품에 부과했다. 이에 맞서 중국 정부는 미국산 제품에 125%의 관세를 부과하는 한편, 미국으로의 희토류 수출을 2025년 4월 4일부터 전면 중단했다. 이후 미국은 다시 중국산 전자제품을 비롯한 여러 제품군에 과세를 부과했고, 중국은 이에 대한 보복으로 자국 항공사에 인도될 예정이었던 보잉 737 맥스의 인도를 중단했다. 많은 경제학자들은 2025년 미국과 중국의 무역 전쟁이 전 세계 경제에 침체를 불러일으킬 것이라고 내다보았고, 미국 내 경제학자들은 2025년 미중 무역 전쟁으로 인해 많은 미국 내 중소기업들과 가계가 큰 피해를 입을 것이라고 분석했다.

## 배경

### 중국의 세계 무역 기구 가입

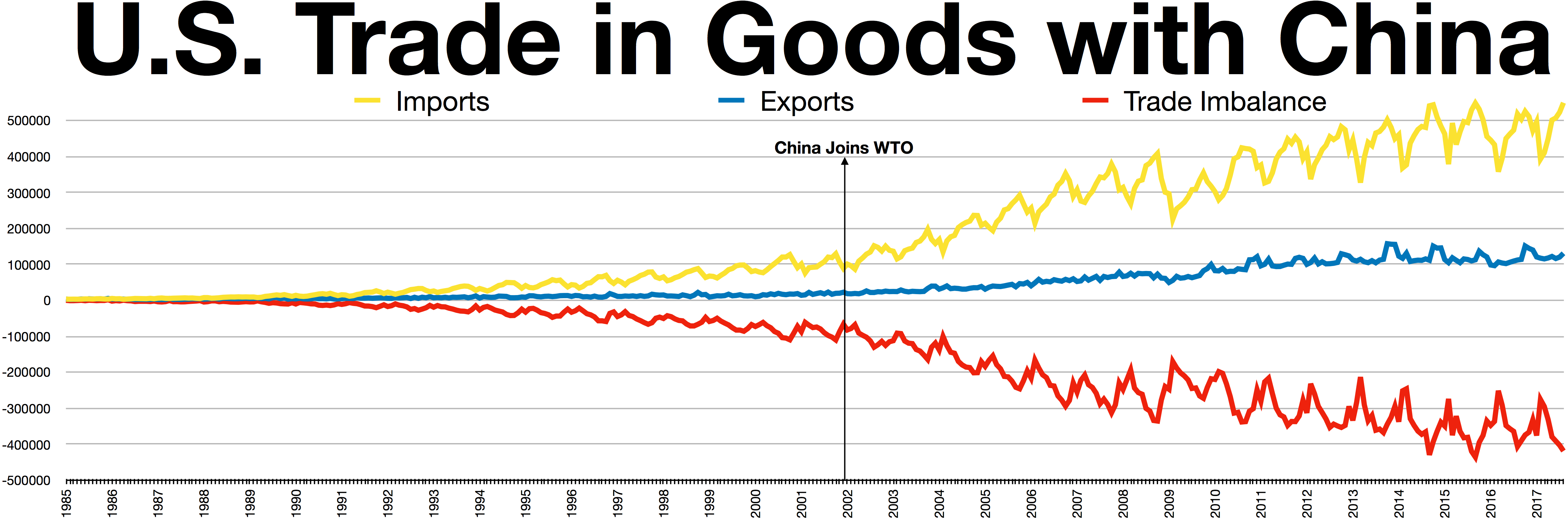
1997년부터 2011년까지 미국과 중국의 무역 수지.

빌 클린턴과 장쩌민 중국 국가주석은 1997년 10월 29일 백악관에서 공동 기자회견을 가졌다.

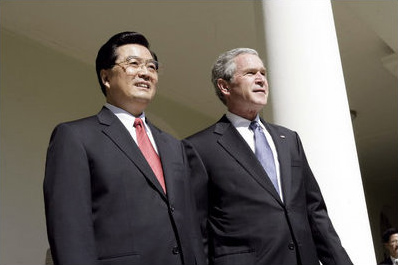
2006년 4월 20일 백악관에서 조지 W 부시와 후진타오 중국 국가주석

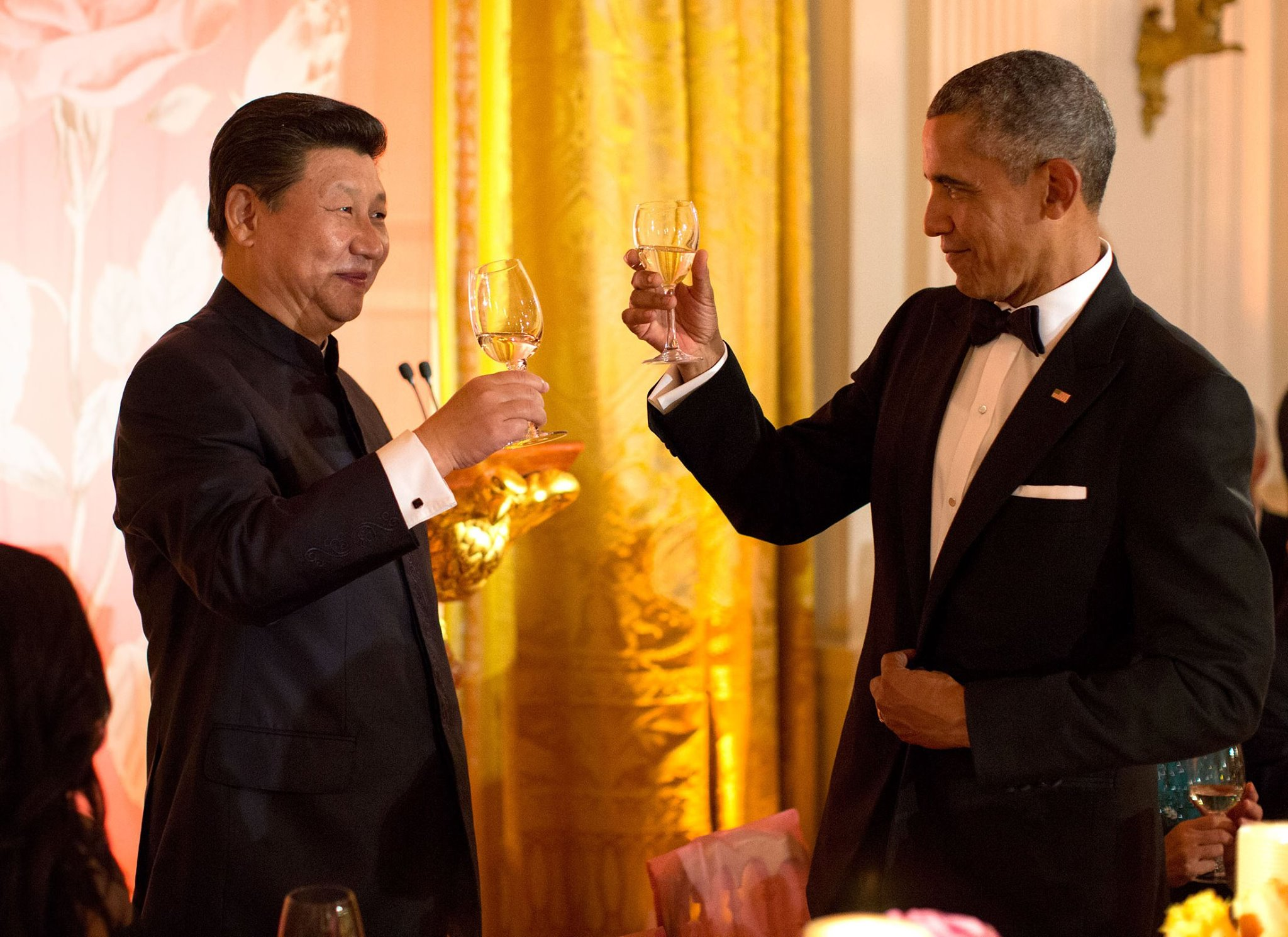
버락 오바마와 시진핑 중국 국가주석이 2015년 9월 25일 백악관에서 열린 국빈만찬에서 건배를 하고 있다.

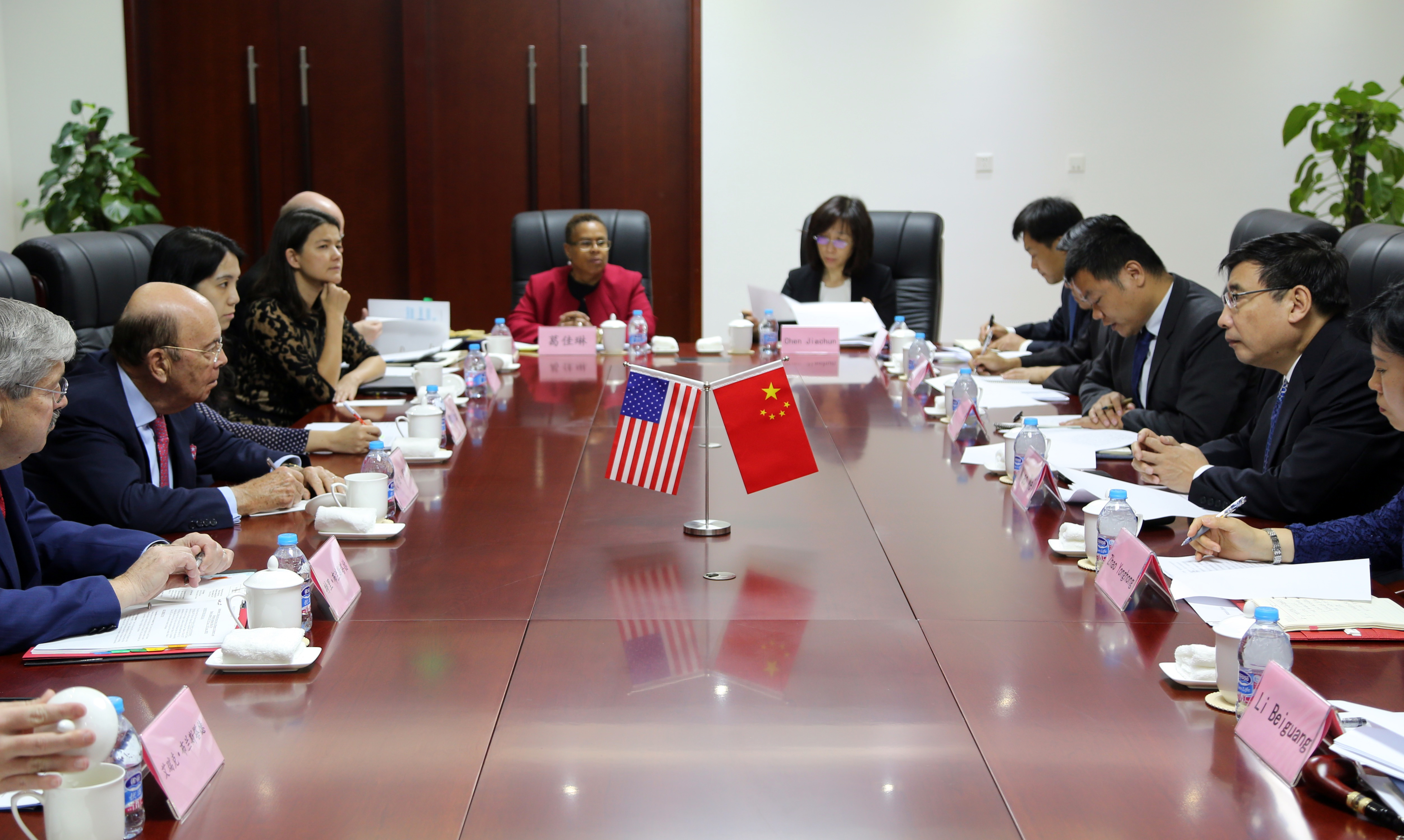
윌버 로스 미국 상무장관이 2017년 9월 베이징 먀오웨이 중국 산업정보기술부 장관을 만나다

2018년까지 미국의 제조업 일자리는 2000년 이후 500만 개 가까이 줄어들어 감소세가 가속화되고 있다.

### 도널드 트럼프 행정부의 불만
도널드 트럼프 대통령은 미국이 무역 상대국들에 의해 "도난당하고 있다"면서 1980년대 이후부터 무역적자를 줄이고 국내 제조를 촉진하기 위해 수시로 관세를 주장했고 관세 부과는 그의 대선 운동의 주요 판자가 되었다.2011년 초 트럼프는 중국이 그들의 통화를 조작했기 때문에 "우리 기업들이 중국 기업과 경쟁하는 것은 거의 불가능하다"고 진술했다. 당시 미국 경제산업위원회 앨런 톤슨(Alan Tonelson)은 중국 저평가 정도가 최소 40%라고 답하면서 관세가 이를 바로잡는 유일한 방법이라며 "다른 어느 것은 효과가 없고, 다른 어떠한 것도 효과가 없을 것"이라고 말했다. 2017년 미국의 대중(對中) 무역적자는 3,360억 달러, 전체 무역적자는 5,660억 달러에 달했다.
트럼프는 대통령으로서 관세를 지지하면서 "중국이 불공정한 무역 관행 때문에 미국 경제에 연간 수천억 달러의 손실을 주고 있다"고 말했다. 관세를 부과한 뒤 그는 "무역전쟁은 미국을 대표했던 어리석거나 무능한 사람들에 의해 수년 전에 패배했다"고 말하며 무역전쟁에 돌입한 사실을 부인했다. 그는 미국이 연간 5,000억 달러의 무역적자를 내고 있으며 지적재산권(IP) 절도에 3,000억 달러의 추가 적자가 있다고 말했다. 그는 "이런 일이 계속되도록 놔둘 수 없다"고 말했다. 짐 슐츠 전 백악관 변호인은 "클린턴, 부시, 오바마 등 여러 대통령 행정부를 거쳐오면서 중국이 국제 무역시장에서 불공평한 우위를 점하기 위해 부정행위를 하는 동안 미국은 순진하게 다른 곳을 바라봤다"고 말했다." 이와는 대조적으로 예일대 잭슨글로벌문제연구소 선임연구원인 스티븐 로치에 따르면 전 세계 101개국에 대한 미국의 무역적자(2015년 기준)는 미국이 대중(對中) 무역적자 중 가장 큰 비중을 차지하는 것은 불공정 무역의 부산물이라기보다는 국내 저축이 부족한 데 따른 직접적인 결과라고 한다.
트럼프 행정부가 주장하는 불공정 무역관행 중에는 미국 지식재산권(IP) 도용도 있다. CNN의 한 기사는 미국 무역대표부(USTR)가 7개월 동안 실시한 중국의 지적재산권 도용에 대한 조사 결과 IP 도용으로 인한 미국 측 비용이 연간 2,250억~6,000억달러로 추산된다고 전했다.
기술은 미국 경제의 가장 중요한 부분으로 여겨진다. 로버트 E.라이트하이저 미 무역대표부(USTR) 대변인에 따르면 중국은 '강제 기술이전' 정책을 견지하는 동시에 미국 기술 기업을 인수하고, 기술을 얻기 위해 사이버테프트를 사용하는 등 '국가 자본주의'를 실천하고 있다. 그 결과 트럼프 행정부 관리들은 2018년 초까지 중국 국영기업이 미국 기술기업을 사들이는 것을 막기 위한 조치를 취했고, 미국 기업들이 시장 진출 비용으로 중국에 핵심기술을 넘기는 것을 막으려 했다. 정치분석가 조시 로긴에 따르면: "중국이 WTO 제도에 부합한다는 것을 증명하는 민간경제를 개발할 것이라는 믿음이 있었다. 중국 지도부는 정반대의 결정을 내렸다. 그러니 이제 우리도 대응해야 한다."
라이트하이저는 부과된 관세의 가치가 외국 기업의 기술 이전이 필요한 지적재산권 도용 혐의와 외국인 소유 제한으로 인한 실제 경제적 피해 추정치에 근거한 것이라고 밝혔다. 이러한 강제적인 합작법인은 중국 기업들에게 미국 기술에 대한 불법적인 접근을 가능하게 한다.
중화인민공화국에 있는 미국 상공회의소의 절반 이상의 회원들은 그곳에서 사업을 할 때 지적 재산의 유출이 중요한 관심사라고 생각했다.
2017년 8월 로버트 라이트하이저는 중국의 불공정 무역관행 의혹을 조사했다.
트럼프 대통령은 2018년 3월 철강·알루미늄 관세 조치를 시작하면서 "무역전쟁은 좋고, 이기기 쉽다"고 말했다. 그러나 2019년 8월까지 갈등이 계속 고조되자 트럼프 대통령은 "중국이 쉬울 것이라고 말한 적이 없다"고 밝혔다.
피터 나바로 백악관 무역제조업정책실장은 이번 관세가 무역적자를 줄이기 위한 "순수적으로 방어적인 조치"라고 설명했다. 그는 매년 적자로 인해 미국인들이 해외로 송금하는 누적 수조 달러는 그 돈을 미국에 투자하는 것과 반대로, 그 나라들이 미국의 자산을 사는데 사용한다고 말한다. "우리가 하고 있는 대로 하면, 그 수조 달러는 그들이 미국을 사들이는 데 사용할 수 있는 외국인들의 손에 달려 있다."

### 중국의 대응과 반론
중국 정부는 지적재산 강제이체가 의무적인 관행이라는 점을 부인하며 국내 연구개발(R&D)이 중국에서 이뤄낸 영향을 인정했다. 래리 서머스 전 미 재무장관은 일부 기술 분야에서 중국의 리더십이 미국 부동산의 '도난'이 아닌 '기초과학에 대한 정부의 대규모 투자'의 결과라고 평가했다. 2019년 3월 전국인민대표대회(전국인민대표대회)는 외국 기업의 지적재산 강제 이전을 명시적으로 금지하고 외국 지식재산 및 영업비밀에 대해 보다 강력한 보호를 부여하는 내용의 새로운 외국인투자법안을 2020년부터 시행하기로 승인했다. 중국도 2022년 자동차 산업에 대한 외국인 투자 규제를 해제할 계획이었다. 레스터 로스 중국 주재 미국상공회의소 정책위원장은 법안의 본문이 '폭로' '광폭'이라며 비판했고, 중국 기업에 제약을 가하는 국가에 보복할 수 있는 국가권력을 부여한 법안의 일부도 비판하기도 했다.

## 연대기

### 2018

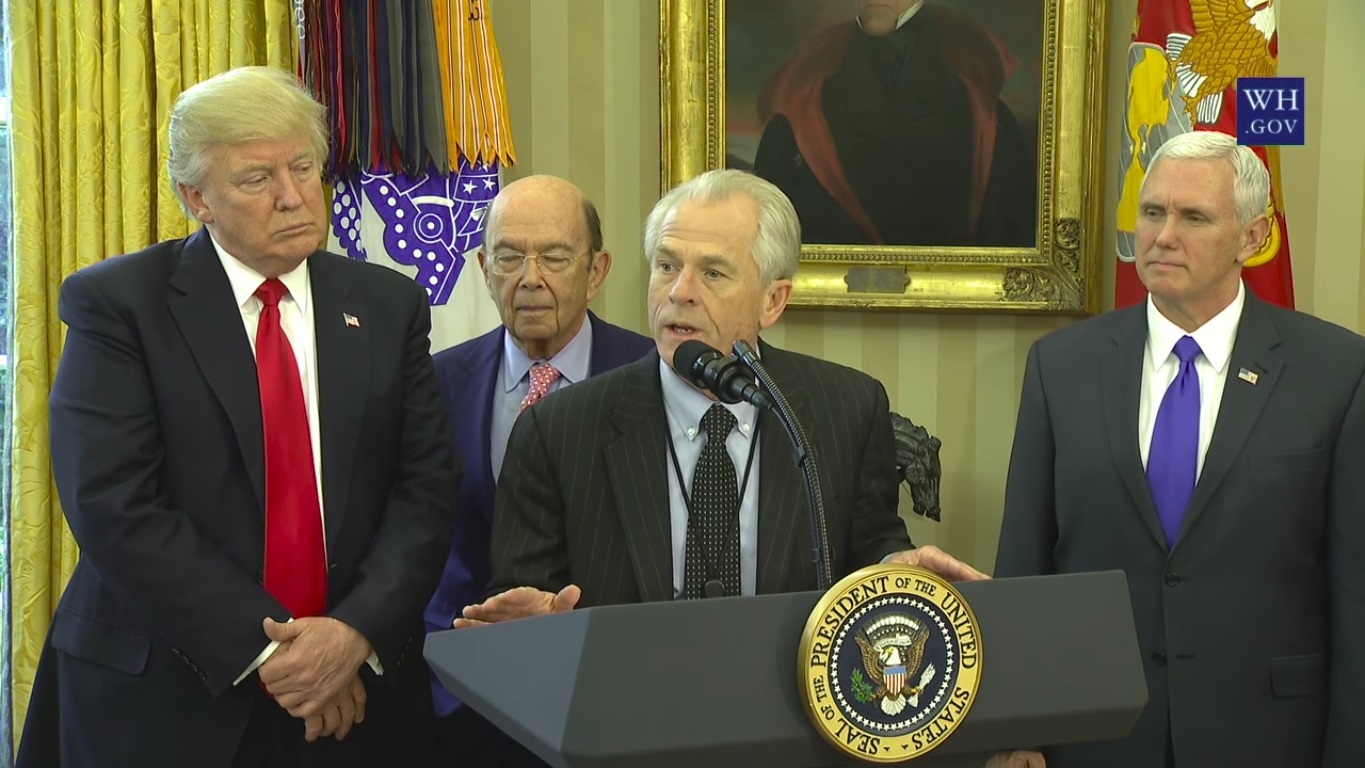
도널드 트럼프 미국 대통령이 2017년 3월 31일 무역 관련 행정명령에 서명하기 전 백악관 국가무역위원회 피터 나바로 국장이 집무실에서 연설하고 있다.

- 1월 22일: 트럼프는 태양광 패널과 세탁기에 대한 관세를 발표했다.[38] 2017년 미국 태양광 패널 수입의 약 8%가 중국에서 수입되었다. 2015년 중국에서 주거용 세탁기 수입액은 총 11억 달러였다.
- 3월 1일: 트럼프는 모든 국가에서 수입되는 철강과 알루미늄 관세를 발표했다.[39] 미국은 중국으로부터 강철의 약 3%를 수입했다. 이 행정명령은 "그의 대통령 재임 중 가장 큰 정책 실수"라고 지칭한 월스트리트저널로부터 비난을 받았다."[40]
- 3월 22일: 트럼프 대통령은 미 무역대표부(USTR)에 500억~600억 달러 규모의 중국산 제품에 대한 관세 적용에 대한 조사를 요청했다. 그는 1974년 무역법 301조에 의거해 부과한 관세가 미국의 지적재산권 도용을 포함한 "수년에 걸친 중국의 불공정한 무역 관행에 대한 대응"이라고 명시했다. 항공기 부품, 배터리, 평면 TV, 의료기기, 위성, 각종 무기 등 1,300여 종의 중국산 수입품이 관세 부과 대상에 올랐다.
- 4월 2일: 중국 상무부는 이에 대해 알루미늄, 항공기, 자동차, 돼지고기, 콩 등 미국에서 수입하는 128개 제품(관세가 25%인 제품)과 과일, 견과류, 철강 배관(15%)에 관세를 부과했다. 미국 상무장관 윌버 로스(Wilbur Ross)는 계획된 중국 관세는 미국 국내총생산(GDP)의 0.3%만을 반영한다고 밝혔고, 세라 허커비 샌더스(Sarah Huckabee Sanders) 대변인은 "단기적인 고통은 있지만 장기적인 성공을 가져올 것"이라고 밝혔다. 2018년 4월 5일, 트럼프 대통령은 베이징의 보복에 따라 1,000억달러 규모의 중국산 수입품에 대한 추가 관세 부과를 검토하고 있다고 답변했다.[41] 다음날 세계무역기구는 중국으로부터 미국의 새로운 관세에 대한 협의를 요청받았다.

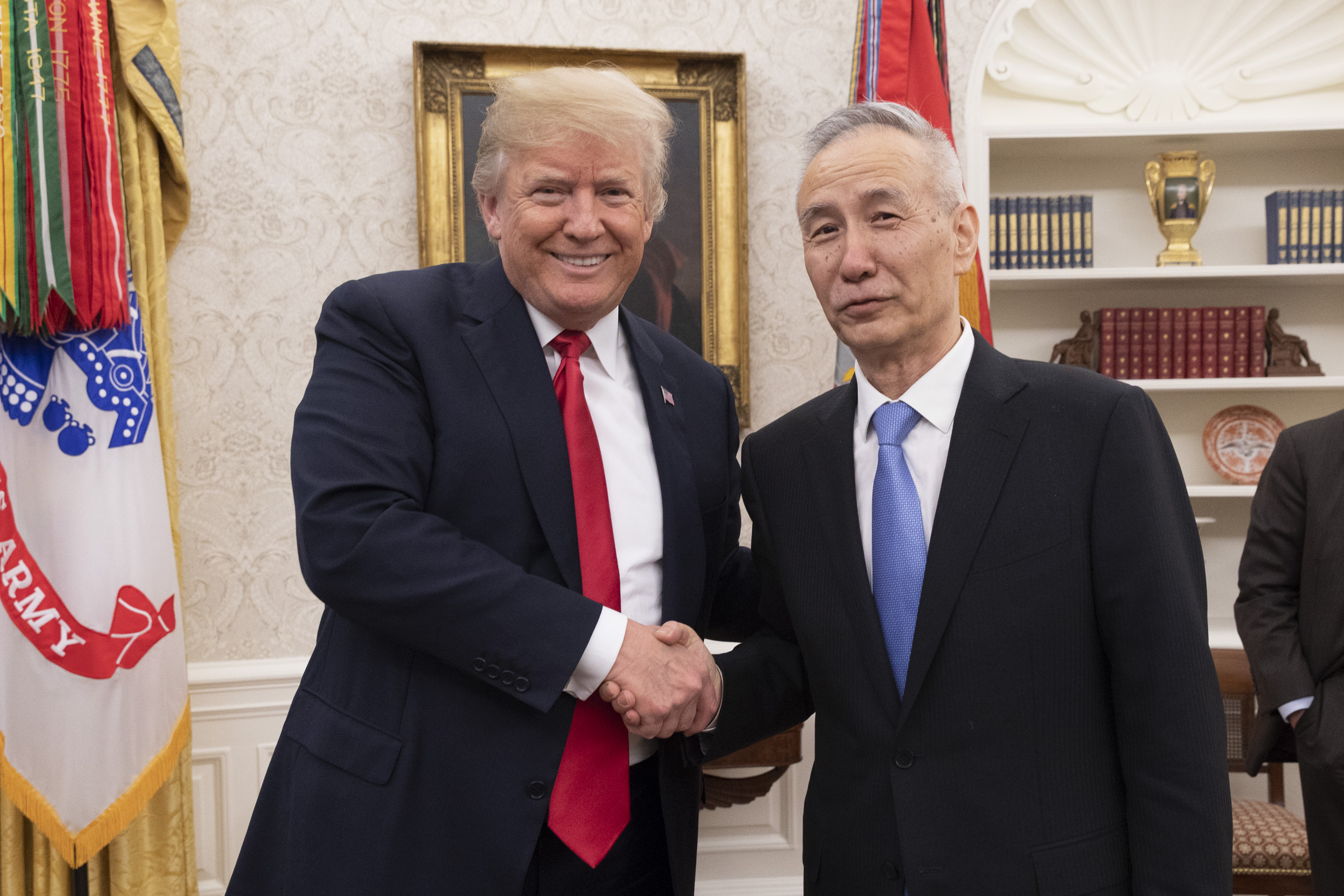
류허 중국 부총리는 2018년 5월 도널드 트럼프 미국 대통령을 만났다.

- 5월 15일: 시진핑 주석의 경제보좌관인 류허 부총리가 추가 무역협상을 위해 워싱턴을 방문했다.
- 5월 20일: 중국 관리들은 미국의 대중 무역 적자를 "실질적으로" 줄이기로 약속함으로써 미국의 대중국 무역 적자를 "실질적으로" 줄이기로 합의했다. 그 결과 스티븐 므누신 재무장관은 "우리는 무역전쟁을 보류하고 있다"고 발표했다. 그러나 피터 나바로 백악관 국가무역위원회 국장은 "무역전쟁은 없었다"면서도 "공정하고 단순한 무역분쟁"이라고 말했다.
- 5월 21일: 트럼프는 트위터를 통해 "중국이 엄청난 양의 농수산물 추가 구매에 동의했다"고 밝혔으나, 나중에 그는 "잠재적인 협상"이 종결될 경우 구매가 조건부임을 분명히 했다."[42]
- 5월 29일: 백악관은 6월 15일까지 발표될 "산업적으로 중요한 기술"로 500억 달러의 중국 상품에 25%의 관세를 부과할 것이라고 발표했다. 또 특정 중국 개인과 단체에 대한 투자제한과 수출통제를 강화해 미국 기술을 취득하지 못하도록 할 계획이었다. 중국은 무역제재를 가할 경우 미국과의 무역협상을 중단하겠다고 밝혔다."
- 6월 15일: 트럼프는 미국이 500억 달러의 중국 수출품에 25%의 관세를 부과할 것이라고 선언했다. 340억 달러는 2018년 7월 6일에 시작되며, 이후로는 160억 달러가 추가로 시작되는 것이었다. 중국 상무부는 미국이 무역전쟁을 일으킨다고 비난하고 중국이 7월 6일부터 미국 수입품에 대해 비슷한 관세를 부과해 대응할 것이라고 말했다. 사흘 뒤 백악관은 중국이 이들 미국의 관세 부과를 보복할 경우 미국이 2,000억 달러 중국산 수입품에 10%의 추가 관세를 부과하겠다고 선언했다. 이번 관세에 포함된 제품목록은 2018년 7월 11일에 공개되었고, 60일 이내에 시행될 예정이었다.
- 6월 19일: 중국은 보복하면서 500억 달러의 미국 상품에 대한 자국 관세를 위협하고, 미국이 무역전쟁을 시작했다고 명시하고 있다. 많은 국가들의 수출입 시장은 관세가 공급망을 붕괴시킬 것을 우려했다."[43]
- 7월 6일: 340억 달러의 중국 상품에 대한 미국의 관세가 발효되었다. 중국은 비슷한 가치의 미국 상품에 보복관세를 부과했다. 관세가 세계 국내총생산(GDP)의 0.1%를 차지했다. 2018년 7월 10일 미국은 10% 관세 부과 대상이 될 2,000억달러 규모의 중국산 추가 물품 목록을 최초 공개했다. 이틀 뒤 중국은 연간 600억 달러 상당의 미국 상품에 대한 추가 관세 부과로 보복하겠다고 공언했다.
- 8월 8일: 미국 무역대표부(USTR)는 16억 달러 규모의 279개 중국산 제품에 대해 8월 23일부터 25%의 관세를 부과할 최종 명단을 발표했다. 이에 대해 중국은 8월 23일 미국의 관세와 병행하여 시행된 160억 달러의 미국 수입품에 25%의 관세를 부과하였다. 중국은 외국 태양광 패널에 대한 미국의 관세가 WTO 판정과 충돌해 태양광 PV 제품의 국제시장을 불안정하게 만들었다며 세계무역기구(WTO)에 제소했다. 중국은 이로 인한 영향이 중국의 정당한 무역 이익을 직접적으로 해친다고 밝혔다. 펑펑 중국재생에너지산업협회 연구원은 "태양광 문제가 수년 전부터 존재해 왔다"면서 "무역분쟁의 리듬을 맞추기 위해 중국이 이를 꺼내는 쪽을 택했다고 생각한다"고 말했다.[44]
- 8월 22일: 데이비드 맬패스 미 재무부 차관과 왕수우원 중국 상무부 부부장은 협상을 재개하기 위해 워싱턴에서 만났다. 한편 2018년 8월 23일 미국과 중국이 약속한 160억 달러 상품에 대한 관세가 발효됐고, 2018년 8월 27일 중국은 추가 관세와 관련해 미국을 상대로 새로운 WTO 제소를 제기했다.
- 9월 17일: 미국은 2018년 9월 24일 2,000억 달러 규모의 중국 상품에 대한 10% 관세가 시작되어 연말까지 25%로 증가할 것이라고 발표했다. 이들은 또 중국이 보복할 경우 2670억달러어치의 추가 수입품에 관세를 부과하겠다고 위협했는데 중국이 9월 18일 미국산 수입품 600억달러에 10%의 관세를 부과했다. 지금까지 중국은 미국 상품 수입의 대부분을 대표하는 미국 상품 1,100억 달러에 관세를 부과하거나 제안했다.
- 11월 10일: 피터 나바로 백악관 국가무역위원회(NTC) 국장은 월가 억만장자 집단이 대통령과 미국의 협상 위치를 약화시켜 중국 정부를 대표해 영향력 행사를 벌이고 있다고 주장하며 녹스벨트 투자를 촉구했다.
- 11월 30일: 트럼프 대통령은 아르헨티나의 부에노스아이레스에서 개정된 미국-멕시코-캐나다 협정에 서명했다. USMCA에는 "트럼프 행정부가 중국의 투입을 막고 미국과 북미에 대한 생산과 투자를 장려하기 위한 도구로 선전했던 자동차에 대한 '원산지 규정' 조항이 담겨 있다."
- 12월 1일: 계획된 관세 인상은 연기되었다. 백악관은 "양당 모두 강제적인 기술이전, 지적재산권 보호, 비관세 장벽, 사이버 침입, 사이버 절도 등과 관련한 구조적 변화에 대한 협상을 즉각 시작할 것"이라고 밝혔다. 트럼프 행정부에 따르면, "만약 [90일] 말에 당사자들이 합의에 이르지 못한다면, 10%의 관세는 25%로 인상될 것이다."
- 12월 4일: 뉴욕 연준 존 윌리엄스 총재는 2019년에도 미국 경제가 강세를 유지할 것으로 믿는다고 말했다. 윌리엄스는 경기 유지를 위해 금리 인상이 필요할 것으로 예상한다. 그는 "강성장과 노동시장, 물가상승률 등 우리 목표와 비슷한 전망과 전망에 따른 각종 리스크를 감안할 때 앞으로 점진적인 금리 인상이 지속적인 경제 확대를 뒷받침할 수 있을 것으로 기대한다"고 말했다."
- 12월 11일: 트럼프는 중국이 미국산 콩을 "엄청난 양"으로 사들이고 있다고 발표했다. 생필품 거래상들은 이러한 구매의 증거를 전혀 발견하지 못했고, 향후 6개월 동안 중국에 대한 콩 수출은 무역 분쟁이 시작되기 전인 2017년의 4분의 1 수준이었다. 보도에 따르면 중국은 포괄적 무역협정을 체결함에 따라 미국 농산물의 구매를 조건부로 고려했다고 한다.

### 2019
- 1월 14일: 월스트리트저널(WSJ)의 기사에 따르면 2018년 중국의 대미 무역흑자는 트럼프 대통령의 관세 부과에도 불구하고 사상 최대인 3,233억 2,000만달러였다.[45]
- 3월 6일: 미 상무부는 2018년 미국의 대중 무역적자가 621억 달러로 2008년 이후 가장 많았다고 밝혔다.[46]
- 5월 5일: 트럼프는 2,000억 달러 규모의 중국산 제품에 부과된 10%의 종전 관세가 5월 10일 25%로 인상될 것이라고 밝혔다.[47]
- 5월 15일: 로이터통신에 따르면 15일 트럼프 대통령은 13873 행정명령에 서명했는데, 이 행정명령은 화웨이가 특별한 승인 없이 중요한 미국 기술을 구매하는 것을 금지했고, 국가 안보 차원에서 화웨이의 장비를 미국 통신망에서 사실상 금지시켰다.[48]
- 6월 1일: 중국은 600억 달러 상당의 미국 상품에 관세를 인상할 것이다.[49]
- 6월 29일: 주요 20개국(G20) 오사카 정상회의 기간 중 트럼프 대통령은 시진핑과 광범위한 회담 끝에 무역전쟁의 '트루즈'에 합의했다고 발표한다. 이전 관세는 그대로 유지되겠지만, 협상을 재개하는 가운데 "당분간" 향후 관세는 제정되지 않을 것이다. 트럼프 대통령은 또 미국 기업들이 화웨이에 제품을 판매할 수 있도록 허용하겠지만 화웨이는 미국의 무역 블랙리스트에 남을 것이라고 밝혔다.

시진핑 중국 국가주석과의 회담 후, 트럼프는 "중국은 엄청난 양의 식량과 농산물을 살 것이고, 그들은 곧, 거의 즉시 그것을 시작할 것이다. 중국은 그러한 약속을 하는 것에 대해 이의를 제기했고 한 달 후로는 그러한 구매가 실현되지 않았다.
- 7월 11일 : 트럼프 대통령은 트위터에 "중국은 그들이 그렇게 하겠다고 말한 우리의 위대한 농부들로부터 농산물을 사지 않았다는 점에서 우리를 실망시키고 있다"고 적었다. 무역협상에 정통한 사람들은 중국이 포괄적 무역협정의 일부가 아닌 한 농산물을 구매하겠다는 확고한 약속을 하지 않았다고 말했다.
- 7월 15일: 중국의 공식 수치는 2분기 GDP 성장률이 27년 만에 가장 낮은 것으로 나타났다.[51]
- 7월 17일: 중국은 현재 보유중인 1조 1천억 달러의 25%를 목표로 미국 국고 보유의 감소를 발표했다.
- 8월 1일: 트럼프는 트위터를 통해 "3천억 달러의 상품 보유"에 대해 10%의 추가 관세가 부과될 것이라고 발표했다.[52]
- 8월 5일: 미 재무부는 5일 중국 인민은행이 위안화의 평가절하를 허용하자 중국을 '환율조작국'으로 공식 선언했다.[53] 워싱턴 포스트 기사에 따르면 트럼프는 스티븐 므누신 재무부 장관에게 지명 허가를 압박한 것으로 알려졌다.
- 8월 13일: 중국의 공식 통계는 무역전쟁 와중에 산업생산 증가율이 17년 만에 최저치로 떨어지는 것을 보여주었다.[54] 트럼프는 관세 일부를 미뤘다. 트럼프 대통령과 피터 나바로, 윌버 로스, 래리 커들로 보좌관은 크리스마스 쇼핑 시즌에 미국 소비자들에게 피해를 주지 않기 위해 관세가 연기됐다고 말했다.[55]
- 8월 23일: 중국 재무부는 750억 달러 상당의 미국 상품에 대한 새로운 보복관세를 9월 1일부터 시행한다고 발표했다.[56] 트럼프는 트위터를 통해 "즉시 중국에 대한 대안을 찾기 시작하라"고 미국 기업들에게 명령했다고 밝혔다. 뉴욕타임스에 실린 기사에 따르면 트럼프 대통령의 측근들은 "아무런 지시도 작성되지 않았고, 그럴 것이 분명하지도 않았다"고 말했다. 트럼프 대통령은 다음 날 트윗에서 1977년 국제비상경제강국법을 거론하며 "위협을 잘 할 권한이 있다"고 말했다. 나아가 2019년 10월 1일부터 시작되는 기존 2,500억 달러 규모의 중국 상품에 대해서는 25%에서 30%로, 2019년 12월 15일부터 시작되는 나머지 3,000억 달러 상품에 대해서는 10%에서 15%로 관세를 인상한다고 밝혔다.
- 8월 26일: 주요 7개국(G7) 정상회의에서 트럼프는 "중국은 어젯밤 우리의 최고 무역상들에게 전화를 걸어 '테이블로 돌아가자'고 말했기 때문에 우리는 테이블로 돌아갈 것이고, 나는 그들이 뭔가를 하고 싶어한다고 생각한다"고 말했다. 그들은 매우 심하게 다쳤지만 그들은 이것이 옳은 일이라는 것을 알고 있고 나는 그것에 대해 매우 존경한다. 겅솽 중국 외교부 대변인은 그런 전화를 몰랐다고 말했고, 이후 트럼프 대통령 측근들은 통화가 이뤄지지 않았다고 말했지만 대통령은 낙관론을 펴려고 했다"고 말했다.
- 8월 28일: 수많은 산업에 걸쳐 161개 무역협회의 산하 단체인 자유 무역을 위한 미국인들은 예정된 모든 관세 인상을 연기해 달라는 편지를 트럼프에게 보냈다. 다음날 트럼프는 "나쁜 경영과 약소기업들이 자신들 대신 이런 작은 관세 부과를 현명하게 비난하고 있다"고 말했다."
- 9월 1일: 이전에 발표된 새로운 미국과 중국의 관세가 EST 12시 1분에 발효되었다. 중국은 미국에서 수입하는 5,078개 품목 중 3분의 1에 5%~10% 관세를 부과했고, 나머지 품목은 12월 15일로 관세 부과가 예정돼 있다.[57] 미국은 약 112억 달러의 중국 수입품에 15%의 관세를 새로 부과하여, 중국에서 수입된 소비재의 3분의 2 이상이 관세 대상이 되었다.[58]
- 9월 6일: 중국 인민은행은 무역전쟁으로 인한 중국의 경제성장률 둔화에 대응해 예비비율을 0.5% 인하한다고 발표한다.[59]
- 9월 11일 : 중국이 16개 미국 제품군에 대해 1년간 관세를 면제한다고 발표한 뒤 트럼프 대통령은 당초 10월 1일로 예정됐던 중국산 제품에 대한 관세 인상을 10월 15일까지 연기하겠다고 밝혔다. 트럼프 대통령은 류허 중국 부총리의 요청으로 연기를 허가했다고 주장했다.
- 10월 7일: 미국 상무부는 인권 문제를 거론하며 중국 공안국 20곳과 하이크비전, 센스타임, 멕비이 등 첨단 기술기업 8곳을 수출관리규정(Export Administration Regulations) 기관 블랙리스트에 올린다. 국가 안보를 이유로 동일한 청사진을 제재받은 화웨이처럼 위 기업들도 미국 기업으로부터 부품을 구매하려면 미국 정부의 승인이 필요하다.
- 10월 11일: 트럼프는 미국과 중국이 무역 협정의 "1단계"를 위한 잠정적인 합의에 도달했다고 발표했는데, 중국은 미국 농산물을 최대 500억 달러까지 사들이고, 미국은 10월 15일로 예정된 새로운 관세를 중단하기로 동의하면서, 그들의 시장에서 더 많은 미국 금융 서비스를 받아들이기로 합의했었습니다. 그 거래는 몇 주 안에 마무리될 것으로 예상되었다.
- 10월 17일: 중국의 공식 수치는 3/4분기 GDP 성장률이 거의 30년 만에 가장 낮은 것으로 나타났다.[60]

### 2020

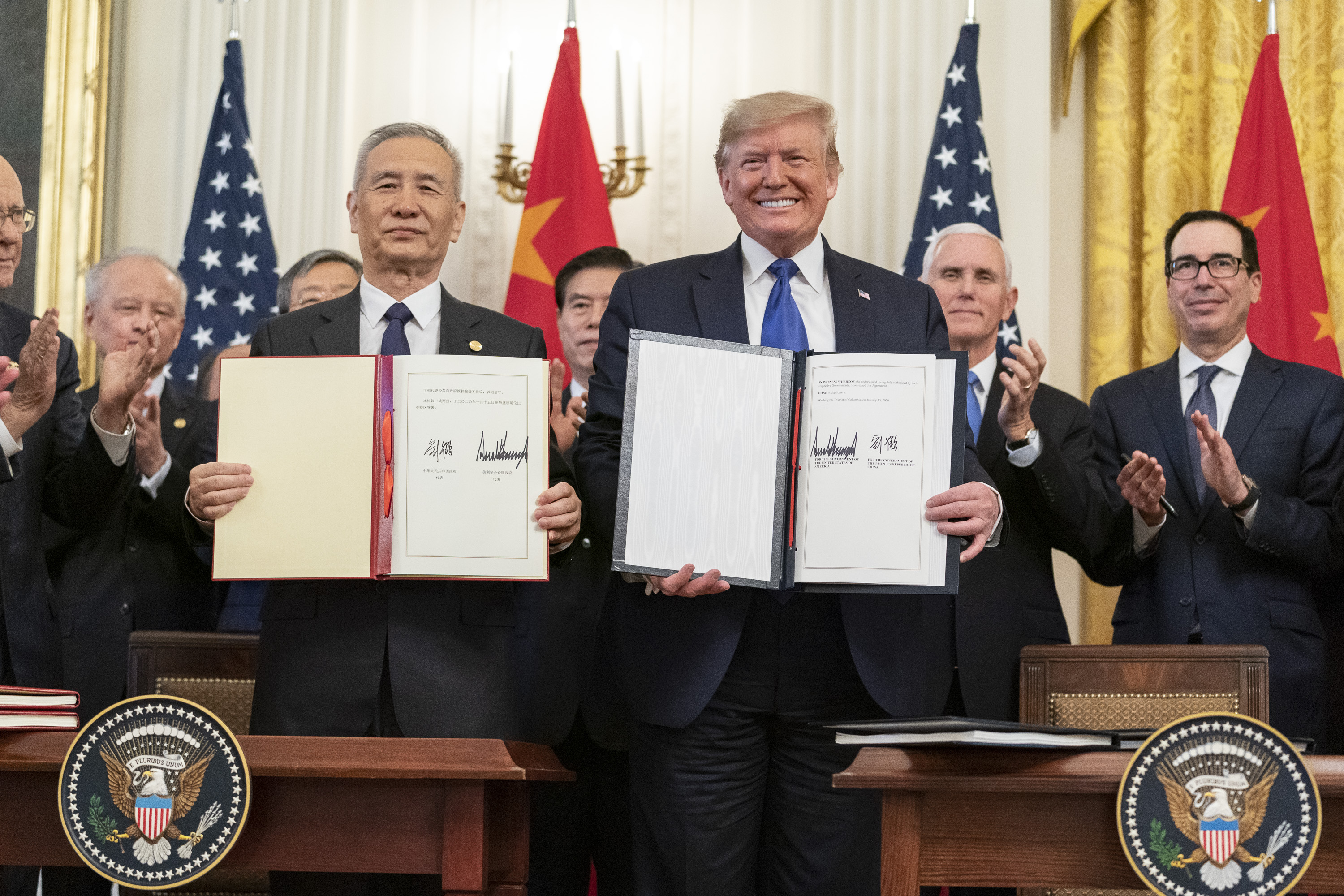
트럼프 대통령과 류 부총리는 2020년 1월 1단계 무역협정 체결했다.

- 1월 3일: 로이터통신은 2019년 12월 미국 제조업이 미·중 무역전쟁의 감소로 10여년 만에 가장 큰 침체에 빠졌다고 보도했다.[61]
- 1월 15일 : 도널드 트럼프 미국 대통령과 류허 중국 부총리가 워싱턴DC에서 미·중 1단계 무역협정을 체결했다.[62] "미·중 경제무역협정"은 2020년 2월 14일부터 발효될 예정이고, 2020년 2월 14일부터는 주안점을 두고 있다.이공계 이전(2장), 식품 및 농산물(3장), 금융 서비스(4장), 환율 문제와 투명성(5장), 무역 확대(6장)도 7장의 양자 평가 및 분쟁 해결 절차를 참고하여 진행되었다.[187] 다른 무역 협정과는 달리 미-중간 단계도 진행되었다. 1단계 무역협정은 세계무역기구와 같은 정부간 기구를 통한 중재에 의존하지 않고 오히려 양자간 메커니즘을 통해 중재했다.
- 1월 17일: 중국의 공식 수치는 무역전쟁 와중에 2019년 경제성장률이 30년 만에 최저치로 떨어지는 것을 보여주었다.[63]
- 2월 5일: 미국 상무부의 자료는 6년 만에 처음으로 무역 전쟁 중에 미국의 무역 적자가 감소했음을 보여주었다.
- 5월 12일: 중국 정부는 79개의 추가 미국 상품에 대한 관세 면제를 발표했다.
- 9월 15일: 3명으로 구성된 WTO 패널은 트럼프 행정부의 관세가 중국에만 적용되어 왔으며, 적절한 설명 없이 미국이 동의한 최고 금리를 초과했기 때문에 세계 무역 규칙을 위반했다는 것을 발견했다. 라이트하이저 연구원은 이번 조사 결과는 "WTO가 중국의 유해한 기술 관행을 막기에는 전혀 불충분하다"고 답했다.
- 9월 26일: 미 상무부는 SMIC에 공급되는 "허용할 수 없는 위험" 장비가 잠재적으로 군사적 목적으로 사용될 수 있다고 판단하면서 중국 최대 칩 제조사인 SMIC에 제약을 가했다. 이 제한에 따라 공급자들은 허가 없이 칩을 수출할 수 없게 되었다.[64]

### 2025년
- 2월 1일: 트럼프는 모든 중국산 수입품에 대해 새로운 10% 관세를 부과하는 행정명령 14195호에 서명했다. 이 명령은 국가안보회의의 요청에 따라 이루어졌으며, 2월 4일부터 발효되었다.[65][66]
- 2월 10일: 중국은 석탄과 액화천연가스에 15%, 석유와 농기계에 10%의 보복 관세를 부과했다. 또한 중국은 PVH와 Illumina를 ‘신뢰할 수 없는 기업 리스트(Unreliable Entity List)’에 추가하고, 구글에 대한 반독점 조사를 시작했으며, 텅스텐을 포함한 일부 금속에 수출 통제를 도입했다.[67][68]
- 3월 4일: 트럼프는 중국산 수입품에 대한 관세를 10%에서 20%로 인상했다.[69][70] 같은 날, 중국은 미국산 닭고기, 밀, 옥수수, 면화에 15%의 관세를, 수수, 대두, 돼지고기, 소고기, 수산물, 과일, 채소, 유제품에 10%의 관세를 부과하겠다고 발표했으며, 이는 2025년 3월 10일부터 시행되었다.[71][72] 이에 더해 중국은 미국산 광섬유 제품에 대해 우회수입 조사를 시작했다.[73] 중화인민공화국 해관총서(General Administration of Customs)는 미국산 목재 수입을 중단하고 미국 기업 3곳의 대두 수입 허가를 취소했다.[74]
- 3월 30일: 중국, 한국, 일본은 제13차 한중일 경제통상장관회의에서 트럼프의 관세에 대응하여 공급망 협력을 포함한 자유무역 협력 강화를 위한 합의에 도달했다.[75]
- 3월 12일: 중국 상무부는 월마트와 협상을 진행했다고 국영 언론이 보도했다.[76]
- 4월 4일: 중국 정부는 모든 미국산 수입품에 대해 34%의 보복 관세를 부과하겠다고 발표했으며, 이는 2025년 4월 10일부터 시행된다.[77]

## 영향

### 미국 경제에 미치는 영향
미 의회예산국(CBO)은 2019년 8월 관세(중국에 주로 적용되지만 다른 국가에도 적용됨)에 대한 미국의 경제적 영향 추정치를 보고했다. 2020년까지 관세로 미국의 실질 GDP 수준이 약 0.3% 감소하고, 실질 소비가 0.3% 감소하며, 실질 민간투자가 1.3% 감소하고, 실질 가계소득이 580달러(약 1%) 감소할 것이라는 내용이었다. 미국의 실질 수출은 1.7% 감소하고 실질 수입은 2.6% 감소할 것이다. CBO는 관세가 미국의 경제활동을 줄여주는 세 가지 방법으로 1) 소비재와 자본재가 비싸지고 2) 사업의 불확실성이 증가하여 투자를 줄이거나 둔화시키고 3) 다른 나라들은 보복관세를 부과하여 미국의 수출을 비싸게 만들고, 따라서 이를 줄인다고 설명했다. CBO는 미국이 2018년 1월까지 수입품의 11%에 관세를 부과한 것으로 추정했다. 2019년 7월 25일부로 전체 미국 상품 수출의 7%에 대해 보복관세가 부과된 바 있다. CBO는 기업이 공급망(즉, 관세의 영향을 받지 않는 국가의 공급원)을 조정하기 때문에 부정적인 영향은 여전하지만 2020년에는 더 작을 것으로 예상하고 있다. CBO는 2020년 1월 분석을 업데이트해 2020년 가계소득 예상 감소액을 1,277달러로, 국내총생산(GDP) 감소폭을 0.5%로 높였다. 소비자물가도 0.5% 오를 것으로 예상됐다.

### 주식 시장
무역전쟁으로 인한 투자자의 불확실성이 증시에 난기류를 불러왔다.
2018년 12월 4일 다우존스산업평균지수가 600포인트 가까이 하락하면서 한 달여 만에 최악의 날을 기록했는데, 일부에서는 무역전쟁으로 인한 것이라는 주장이 나오고 있다. 로이터통신에 따르면 다우존스는 무역전쟁이 한창인 2018년 12월까지 주요 지수가 10% 이상 하락했지만 휴일 매출 호조를 기록한 보고서를 발표한 뒤 26일 1000포인트 상승을 기록했다.
2019년 8월 14일 다우지수는 800포인트 하락했는데, 이는 부분적으로 미국과 중국의 무역 긴장이 고조된 데 따른 것이다. 그로부터 9일 뒤인 8월 23일 다우지수는 트럼프 대통령이 비공식적으로 미국 기업에 중국 진출에 대한 대안을 즉각 모색하라고 지시한 날 623포인트 하락했다. 2019년 말에는 미국과 중국의 무역협상 1단계 체결 합의로 증시가 상승하며 사상 최고치를 기록했다.

### 국내 정치
분석가들은 관세가 트럼프 대통령의 중요한 선거구인 농민들에게 부정적인 영향을 미치고 있기 때문에 무역전쟁이 2020년 미국 대선에 영향을 미칠 수 있다고 추측했다. 분석가들은 또한 무역 전쟁이 시진핑이 직면하고 있는 국내 압력과 관련하여 어떤 영향을 끼쳤는지에 대해서도 추측했다.

### 그 외 국가
세계적으로 외국인 직접투자는 주춤했다. 무역전쟁은 독일과 중국, 독일과 미국 사이의 무역관계가 여전히 양호한데도 유럽 경제, 특히 독일에 타격을 주었다. 캐나다 경제에도 부정적인 영향이 나타났다. 미국과 마찬가지로 영국, 독일, 일본과 한국 모두 2019년 기준 '제조업 약세'를 보이고 있었다. 몇몇 아시아 정부는 무역전쟁으로 인한 피해를 해결하기 위해 경기부양책을 마련했지만 경제학자들은 이것이 효과적이지 않을 수 있다고 말했다.
한 무역그룹은 무역전쟁의 직접적인 결과로 반도체 소자 수요가 12% 감소할 것으로 전망했다.
몇몇 국가들은 일정 부문에서 무역전쟁의 경제적 이득을 보기도 했는데, 이는 이들 두 경제국 사이의 무역 감소로 인한 격차를 메우기 위해 미국과 중국에 대한 수출이 증가했기 때문이다. 무역전쟁으로 수혜를 본 국가들로는 베트남, 칠레, 말레이시아, 아르헨티나 등이 있다. 베트남은 기술 기업들이 현지에서 제조업을 이전하는 등 가장 큰 수혜국이다. 한국은 전자제품 수출 증가, 말레이시아는 반도체 수출, 멕시코는 자동차 수출, 브라질은 콩 수출의 수혜를 입었다. 그러나 알렉스 펠드먼 미-아세안 경제위원회(US-ASEAN) CEO는 "이러한 문제가 해결돼 미중 통상관계로 돌아가는 것은 모두의 이익"이라며 이들 국가조차 장기적으로는 혜택을 받지 못할 수 있다고 경고했다. 콴타 컴퓨터, 세르콤, 위스트론 등 몇몇 대만 기업들은 생산을 늘려 21,000개 이상의 일자리를 창출하기도 했다. 보도에 따르면, 닌텐도는 닌텐도 스위치의 일부 생산품을 중국에서 동남아시아로 옮겼다고 한다.
무역전쟁으로 일부 기업이 간접적으로 도산했다. 그 중 하나로 대만 LCD 패널 제조사 중화픽처튜브(CPT)가 패널 공급 과잉과 그에 따른 가격 폭락으로 부도가 났는데, 이는 무역전쟁의 취약성(중국 과잉확산), 대만 및 세계경제 둔화, 전자업종 둔화 등의 요인으로 작용했다.

## 반응

### 중국
중국 본토 정치인과 경제학자들은 무역전쟁을 놓고 의견이 분분했다. 2019년 8월 NPR의 한 기사는 PRC 지도층 일각에서는 중국의 경제를 살리기 위해 무역전쟁의 조속한 해결을 주장했지만, 다른 이들은 미국이 어떤 대가를 치르더라도 미국에 대한 반격을 강행하고 합의를 피해야 한다고 말했다. 무역전쟁에 대한 국내 보도는 중국에서 검열되고 있다. 사우스차이나모닝포스트(SCMP)는 중국 언론사 직원들이 무역전쟁을 '과대 보도하지 말라'는 말을 들었다고 밝혔고, 뉴욕타임스(NYT)의 기사에서는 국영 언론사가 당국과 함께 공식 노선을 홍보하려 했다는 내용이 실렸다. "무역 전쟁"이라는 문구의 사용을 제한한다. 갈등에 대한 소셜미디어 게시물도 검열 대상이다.
무역전쟁은 중국 소셜미디어에서 흔히 볼 수 있는 주제인데, 한 인기 인터넷 밈인 '마블 코믹스'와 '마블 시네마틱 유니버스' 출신의 악당 '타노스'를 언급하며, '인피니티 건틀렛'을 이용해 우주 전체 생명의 절반을 소탕한다'는 농담을 던지기도 했다.
로런스 라우 홍콩 경제학과 교수는 무역전쟁의 주요 원인은 세계 경제와 기술 우위를 위한 중국과 미국의 점증하는 싸움이라고 주장한다. 그는 "미국을 포함한 세계 거의 모든 곳에서 포퓰리즘, 고립주의, 민족주의, 보호주의가 부상하고 있음을 반영하는 것"이라고 주장한다.

### 미국

#### 의회
척 슈머 민주당 상원 원내대표는 중국이 미국을 이용했다는 주장에 대해 트럼프 대통령이 관세를 인상한 것을 높이 평가하며 "민주당, 공화당, 모든 정치이념의 미국인들, 국가 내 모든 지역이 이런 행동을 지지해야 한다"고 말했다. 트럼프 대통령의 행동을 지지한 다른 민주당 상원의원으로는 밥 메넨데즈, 셰로드 브라운, 론 와이든이 있으며, 트럼프의 행동에 대한 하원 초당적 지지가 낸시 펠로시로부터 나왔다. 브래드 셔먼, 케빈 브래디, 테드 요호. AFL-CIO에서 평생 98%의 등급을 받은 팀 라이언 민주당 대표도 "중국이 해온 것은 헛소리"라며 트럼프 관세를 지지했다.
다른 공화당 상원의원들은 더 분열된 성명을 발표했다. 미치 매코넬은 "아무도 무역전쟁에서 이기지 못한다"면서도 "이 전술이 중국을 상대로 우리를 더 나은 위치로 이끌 것이라는 희망은 있었다"고 말했다. 존 코른은 "만약 이것이 좋은 거래를 하기 위해 필요한 것이라면, 나는 사람들이 버틸 것이라고 생각하지만, 어느 순간 우리는 그것을 해결해야 한다. 만약 이것이 오랫동안 계속된다면, 모든 사람들은 그것이 살아있는 수류탄을 가지고 놀고 있다는 것을 깨닫는다.조니 에른스트는 2019년 5월 「관세는 농민에게 상처를 입히지만, 「중국과의 진보를 도모해 주기를 바란다」라고 말하고, 「곧 거래를 할 수 있기를 희망한다」라고 말했다.

#### 농업
2019년 8월, 약 20만 명의 가족 농업인, 목장 주인, 어부들을 대표하는 전국농민조합의 로저 존슨은 무역전쟁이 미국 농부들에게 문제를 일으키고 있다고 말했는데, 특히 미국에서 중국으로 수출되는 콩의 하락을 부각시켰다. 같은 달, 대규모 농업을 대표하는 미국 농무국 연합은 새로운 관세의 발표가 "미국 농업에 더 많은 어려움을 줄 것"이라고 말했다."

#### 기업
2018년 9월, 기업 연합은 제안된 관세에 항의하기 위해 "관세가 심장부를 해친다"라는 로비 캠페인을 발표했다. 중국산 철강, 알루미늄 및 특정 화학제품에 대한 관세는 미국의 비료와 농기구 비용 상승에 기여했다.
2019년 2월 중국 주재 미국상공회의소가 발표한 설문조사에서 미국 기업의 대다수가 중국 상품에 대한 관세 인상 또는 유지를 지지했으며, 전년 대비 2배 가까운 응답자가 중국 정부가 공정한 경쟁 구도를 만들기 위해 더 강하게 밀어붙이기를 원했다고 밝혔다. 그 외 19%의 기업이 관세 부과로 인해 공급망을 조정하거나 중국 이외의 지역에서 부품과 조립을 조달하려고 한다고 답했으며, 28%는 중국에 대한 투자 결정을 미루거나 취소하고 있다고 응답했다.
제조업체와 소매업체, 기술기업 등 600여 개 기업과 무역협회는 트럼프 대통령에게 "2019년 중반 관세 인상은 "미국 기업과 농민, 가족, 미국 경제에 중대한, 부정적, 장기적인 영향을 미칠 것"이라며 관세 철폐와 무역전쟁 종식을 요청했다.

#### 제조업
2019년, 전국제조업협회는 성명을 내고 미국의 새로운 구조를 요구하며 무역전쟁에 반대한다는 입장을 밝혔다.–중국의 불공정 무역 관행을 없애고 미국 내 제조업체들의 경쟁 구도를 평준화할 수 있는 중국 상업 관계 2018년 폴리티코 기사는 남제이 티몬스 회장과 트럼프 대통령의 긴밀한 파트너십을 기록하고 있으며 티몬스가 트럼프의 무역전쟁에 내부로부터 맞서 싸우고 있다고 전했다.
국립해양제조업협회 부회장은 "관세가 미국 제조업체들을 위축시키고 있다"고 비판했다."

#### 국제 사회
미국의 비슷한 조치 이후인 2018년 6월 1일 유럽연합(EU)은 중국에 대해 외국 기업을 차별하고 EU 기업의 지적재산권을 침해하는 무역 관행을 채택했다며 WTO 법적 제소를 시작했다. 세실리아 말름스트룀 유럽 통상담당 집행위원은 "우리는 어떤 나라도 우리 기업들이 국경에서 어렵게 얻은 지식을 포기하도록 강요할 수 없다"고 말했다.또한, 그는 "이는 우리 모두가 WTO에서 합의한 국제규범에 반하는 것이다"고 말했다. 미국, 유럽, 일본 관리들은 공동전략을 논의하고 중국의 불공정한 경쟁에 대한 조치를 취했다.
브라흐마 첼라니의 2018년 9월 기사는 미국의 대중 무역전쟁이 중국의 상업주의 무역, 투자, 대출 관행에 대한 보다 광범위한 후퇴를 모호하게 해서는 안 된다고 말했다.
2018년 주요 20개국(G20) 정상회의에서는 무역전쟁이 논의 의제에 올랐다.
2018년 12월 호르헤 과하르도 전 주중 멕시코 대사는 워싱턴포스트 기고문에서 "중국인들이 인정해야 할 한 가지는 트럼프 문제가 아니라 세계 문제였다는 것"이라고 말했다. 모든 사람들은 중국이 무역 시스템을 게임하고, 어떤 것에도 미치지 않는 약속을 하는 방식에 지쳤다."
2019년 3월 로이터통신 기사는 유럽연합(EU)이 중국의 기술이전 정책과 시장 접근 제약에 대해 트럼프 행정부의 같은 불만을 많이 공유하고, 유럽 외교관과 관리들이 트럼프 대통령의 전술에 동의하지 않더라도 트럼프 대통령의 목표에 대한 지지를 인정했다고 보도했다.
제45차 주요 7개국(G7) 정상회의에서 보리스 존슨 영국 총리는 "전반적으로 관세가 마음에 들지 않는다"고 말했다. ABC의 한 기사는 미국 동맹국들이 중국과의 무역전쟁에 대해 트럼프 대통령에게 경고했지만 트럼프 대통령은 무역전쟁에 대한 동맹국들의 압력에 직면하고 있지 않다고 말했다고 전했다. 도날트 투스크 유럽의회 의장은 무역전쟁이 세계적 불황을 초래할 위험이 있다고 말했다.
로드리고 야네즈 칠레 무역담당 차관은 CNBC와의 인터뷰에서 "미·중 무역협정이 곧 체결되는 것은 칠레에 매우 중요하다"고 말했다.
인도 논평가들은 2020년 갈완밸리 교전이 인도와 중국의 향후 관계에 미칠 영향에 대한 전반적인 분석의 일환으로 미·중 무역전쟁을 언급했다.

## 같이 보기
- 무역 전쟁
- 2019년 한일 무역 분쟁
- 중국의 사드 보복
- 한한령
- 미국-일본 무역 전쟁
- 투키디데스의 함정
- 플라자 합의